# Episodi di Mindhunter (seconda stagione)

L'agente Ford e l'agente Tench incontrano Charles Manson in carcere (stagione 2, episodio 5)

La seconda stagione della serie televisiva Mindhunter è stata diffusa sulla piattaforma streaming Netflix a partire dal 16 agosto 2019 in tutti i Paesi in cui il servizio è disponibile.
| n° | Titolo originale | Titolo italiano | Pubblicazione USA | Pubblicazione Italia |
| -- | ---------------- | --------------- | ----------------- | -------------------- |
| 1  | Episode 1        | Episodio 1      | 16 agosto 2019    | 16 agosto 2019       |
| 2  | Episode 2        | Episodio 2      | 16 agosto 2019    | 16 agosto 2019       |
| 3  | Episode 3        | Episodio 3      | 16 agosto 2019    | 16 agosto 2019       |
| 4  | Episode 4        | Episodio 4      | 16 agosto 2019    | 16 agosto 2019       |
| 5  | Episode 5        | Episodio 5      | 16 agosto 2019    | 16 agosto 2019       |
| 6  | Episode 6        | Episodio 6      | 16 agosto 2019    | 16 agosto 2019       |
| 7  | Episode 7        | Episodio 7      | 16 agosto 2019    | 16 agosto 2019       |
| 8  | Episode 8        | Episodio 8      | 16 agosto 2019    | 16 agosto 2019       |
| 9  | Episode 9        | Episodio 9      | 16 agosto 2019    | 16 agosto 2019       |

## Episodio 1
- Diretto da: David Fincher
- Soggetto: Doug Jung, Joshua Donen, Courtenay Miles
- Scritto da: Courtenay Miles

### Trama
Nella scena iniziale, la moglie di Dennis, rientrando a casa, scopre il marito mentre indulge in pratiche di autoerotismo per asfissia restando sconcertata. Sconvolta fugge via in preda al disgusto mentre il marito la rincorre cercando di scusarsi dicendo che stava solo "giocando". Holden si sveglia in ospedale e viene a sapere di soffrire di attacchi di panico. Tench lo sta cercando non sapendo dove sia finito. Shepard va in pensione e arriva un nuovo capo, Ted Gunn, molto più interessato a fornire il massimo supporto alla divisione scienze comportamentali e si occupa anche di sistemare le cose circa l'occultamento del nastro dell'intervista a Richard Speck. Holden confessa a Wendy dei suoi attacchi di panico ma dice di sentirsi comunque molto meglio ora e che non c'è da preoccuparsi. La collega lo mette comunque in guardia che gli attacchi potrebbero ripresentarsi nei momenti di particolare stress emotivo. Alla festa per il pensionamento di Shepard, Shepard rivela con rabbia a Holden di essere stato costretto a "farsi da parte" perché qualcuno doveva addossarsi la colpa degli errori da lui commessi. Holden viene colpito da un altro attacco di panico.

## Episodio 2
- Diretto da: David Fincher
- Soggetto: Doug Jung, Joshua Donen, Courtenay Miles
- Scritto da: Courtenay Miles

### Trama
La moglie di Dennis gli regala un libro sul come combattere la sessualità deviata, con suo grande imbarazzo. Bill comincia a indagare sul BTK Killer e con l'aiuto di Holden, scopre che l'assassino basa le proprie azioni sulle gesta di altri serial killer, incluso David Berkowitz, il famigerato "Figlio di Sam". I due si recano in carcere per intervistare Berkowitz e riescono a fargli ammettere di aver sempre mentito nel dire che sentiva voci di demoni che gli dicevano di uccidere, fornendo loro dettagli importanti per ampliare la loro casistica sugli assassini seriali. Bill e Wendy discutono degli attacchi di panico di Holden e concordano di prendersi cura di lui e scambiarsi informazioni per prevenire le sue eventuali crisi. Un cadavere viene rinvenuto nella cantina di una casa che Nancy, la moglie di Bill, sta trattando in qualità di agente immobiliare.

## Episodio 3
- Diretto da: David Fincher
- Soggetto: Joshua Donen, Courtenay Miles
- Scritto da: Joshua Donen, Phillip Howze

### Trama
Mentre si trova ad Atlanta con Jim Barney per intervistare due omicidi (William "Junior" Pierce e William Henry Hance), Holden viene approcciato da un'avvenente receptionist di colore dell'albergo nel quale soggiorna, e credendo in un appuntamento galante, esce con la ragazza quando lei smonta dal turno di lavoro. Lei invece lo conduce inaspettatamente in una tavola calda ad incontrare tre madri di bambini afroamericani spariti nel nulla, che gli chiedono di indagare sull'apparente omicidio dei propri figli, in quanto le autorità del luogo sembrano non volersi occupare a fondo del caso. Si scopre che il cadavere rinvenuto nella casa messa in vendita da Nancy Tench è quello di un bambino di due anni che è stato crocefisso. Bill offre la sua assistenza al detective che si occupa dell'omicidio, poiché la natura del crimine spaventa i locali.

## Episodio 4
- Diretto da: Andrew Dominik
- Soggetto: Joshua Donen, Courtenay Miles
- Scritto da: Joshua Donen, Colin J. Louro, Jason Johnson

### Trama
Holden stende un profilo dell'assassino dei bambini di Atlanta che viene ritenuto politicamente controverso. Egli afferma infatti di ritenere che l'omicida sia un afroamericano dai 20 ai 30 anni, mentre invece le autorità locali sono propense a ritenere responsabile degli omicidi il Ku Klux Klan. Wendy e Gregg intervistano Elmer Wayne Henley Jr. in carcere. Nel corso dell'intervista, Wendy rivela al detenuto di essere lesbica, sebbene in seguito i suoi colleghi pensano sia stato uno stratagemma per far parlare il recalcitrante Henley Jr., data l'incapacità di Gregg di condurre il colloquio. Si scopre che Brian, il piccolo figlio adottivo dei Tench, è coinvolto nell'omicidio del bambino trovato crocefisso nella cantina della casa in vendita. Il piccolo era stato ucciso dai compagni di giochi, e Brian aveva suggerito di crocifiggerlo. Nancy e Bill restano sconcertati dalla rivelazione. Il bambino viene messo sotto sorveglianza da parte dei servizi sociali.

## Episodio 5
- Diretto da: Andrew Dominik
- Soggetto: Pamela Cederquist
- Scritto da: Pamela Cederquist, Liz Hannah

### Trama
La relazione di Wendy con Kay ha un'impennata improvvisa. Holden e Bill consultano brevemente Kemper sugli omicidi di Atlanta prima di incontrarsi con Charles Manson. Manson nega ogni responsabilità negli omicidi Tate-LaBianca. Bill perde le staffe durante l'intervista quando viene provocato da Manson e il colloquio finisce prima del previsto. Holden, che prova una sorta di fascinazione per Manson, prima di andarsene si fa autografare da lui una copia del libro Helter Skelter di Vincent Bugliosi. Holden si reca da solo ad intervistare Tex Watson, uno dei seguaci di Manson, mentre Bill torna a casa dalla moglie. Watson racconta nel dettaglio come Manson abbia influenzato le sue azioni. Gli racconta gli omicidi Tate-LaBianca con dovizia di particolari. Wendy, Holden e Bill si recano a un ricevimento a casa di Gunn. Bill rivela a Wendy cosa sta succedendo a casa sua. Nel frattempo, un altro cadavere di bambino viene rinvenuto ad Atlanta.

## Episodio 6
- Diretto da: Carl Franklin
- Soggetto: Joshua Donen, Courtenay Miles
- Scritto da: Courtenay Miles

### Trama
La situazione ad Atlanta peggiora, e l'FBI viene ufficialmente incaricato di indagare sugli omicidi dei bambini. Wendy e Gregg continuano a intervistare criminali in carcere, tra i quali il presunto "killer dei gay" Paul Bateson, ma scoprono di non essere efficaci quanto Holden e Bill. Nancy chiede insistentemente a Bill di traslocare perché pensa che cambiare ambiente possa giovare a Brian dopo il trauma subito, ma Bill prende tempo.

## Episodio 7
- Diretto da: Carl Franklin
- Soggetto: Joshua Donen, Courtenay Miles
- Scritto da: Liz Hannah

### Trama
Holden e Bill sono a un punto morto nella loro indagine sul killer di Atlanta. Holden suggerisce un nuovo piano per catturare l'omicida. Wendy è contrariata quando le viene ordinato da Gunn di non intervistare più i criminali in carcere.

## Episodio 8
- Diretto da: Carl Franklin
- Soggetto: Joshua Donen, Courtenay Miles
- Scritto da: Alex Metcalf

### Trama
Holden è convinto del profilo da lui stilato per il killer di Atlanta, nonostante i recenti insuccessi. Bill, disturbato e preoccupato dal comportamento asociale del figlio, cerca di recuperare il rapporto con il bambino, togliendo spazio al lavoro. Wendy decide di porre fine alla sua relazione sentimentale con Kay. Finalmente, la polizia di Atlanta ferma un potenziale sospetto degli omicidi di Atlanta, si tratta di un maschio nero di 22 anni, tale Wayne Williams, che rientra perfettamente nel profilo dell'omicida stilato da Holden in precedenza.

## Episodio 9
- Diretto da: Carl Franklin
- Soggetto: Joshua Donen, Courtenay Miles
- Scritto da: Shaun Grant

### Trama
La polizia e l'FBI proseguono le indagini sul sospettato degli omicidi di Atlanta, che però si dichiara del tutto estraneo alla faccenda, proclamandosi invece un perseguitato politico a causa del colore della sua pelle. Tench torna a casa e la trova vuota; sua moglie se ne è andata portando via con lei il piccolo Brian. Nella scena finale vediamo Dennis, il tecnico ADT di Wichita, che da solo in una stanza d'hotel dispone sul letto gli effetti personali delle sue vittime, prima di abbandonarsi a pratiche di autoerotismo.